# دايفيد هيوم
دايفيد هيوم (بالإنجليزية: David Hume)‏ هو مستكشف جنوب أفريقي، ولد في 1796، وتوفي في 1 فبراير 1864.